# Tunnel (2002)
Tunnel is een Amerikaanse film uit 2002 met Kim Coates en Daniel Baldwin in de hoofdrollen. De film werd geregisseerd door Daniel Baldwin. 

## Rolverdeling
- Kim Coates - Geary
- Daniel Baldwin - Seale
- Janine Theriault - Sarah
- Audrey Benoit - Alex
- Giuseppe Tancredi - Sticks
- Mark Carnacho - John
- Danny Blanco Hall - Matty
- Robin Wilcock - Evanss
- Catherine Colvey - Katz
- Ellen Dubin - Megan
- Edward Yankie - Robin